# Stora Hebbratjärnen
Stora Hebbratjärnen är en sjö i Härryda kommun i Västergötland och ingår i Göta älvs huvudavrinningsområde. Sjön är 7,2 meter djup, har en yta på 0,013 kvadratkilometer och befinner sig 105 meter över havet.